# Ubaldo Lay
Ubaldo Lay, nome d'arte di Ubaldo Bussa (Roma, 14 aprile 1917 – Roma, 27 settembre 1984), è stato un attore italiano.

## Biografia
Dopo gli esordi negli spettacoli del GUF (il primo dei quali fu Una bella domenica di settembre di Ugo Betti, per la regia di Riccardo Mantoni), s'iscrisse, grazie all'interessamento di Silvio D'Amico, all'Accademia nazionale d'arte drammatica, ma dovette interrompere gli studi con l'arrivo della seconda guerra mondiale, quando fu chiamato alle armi come Ufficiale di Fanteria e inviato al fronte in Jugoslavia.
Dopo l'8 settembre 1943 approdò con l'amico Alberto Ciambricco a Bari, dove prestò la propria voce alle trasmissioni radiofoniche della stazione Radio Bari controllata dagli alleati. Nel 1946, dopo la laurea in legge, debuttò al Teatro Quirino di Roma nella rivista musicale Niente abbasso, solo evviva, con Luigi Cimara, Anna Proclemer, Alberto Bonucci e Vittorio Caprioli, entrando poi nella compagnia Merlini-Scelzo.

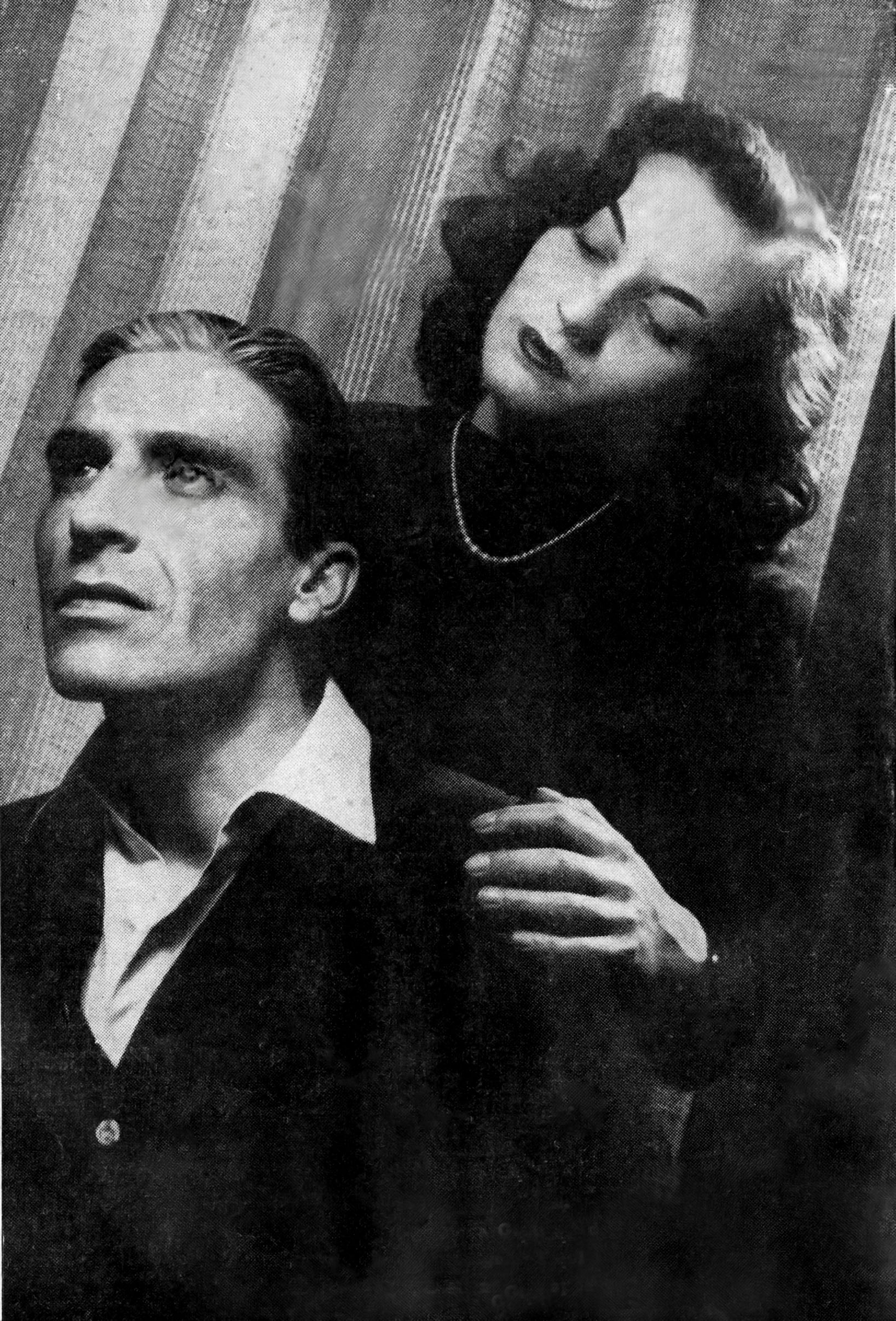
Ubaldo Lay con Gemma Griarotti nel 1949

Tornò alla radio nel 1945, quando fu chiamato da Guglielmo Morandi a far parte della compagnia di prosa di Radio Roma: nel giro di otto anni partecipò a 2000 trasmissioni, da Non ti conosco più di De Benedetti (1947) ai Racconti dell'incubo di Poe (1953), passando per Il ritratto di Dorian Gray di Wilde (1949) e Questo piccolo mondo di Coward (1949, regia di Umberto Benedetto).
Dotato di una voce inconfondibile, lavorò anche alla radio italiana di New York (1950-51). Dopo aver lavorato nel cinema in ruoli secondari, in film come Totò sceicco di Mario Mattoli (1950) e Un giorno in pretura di Steno (1953), esordì in televisione con Dopo cena di Whotsley (1952, la prima commedia della televisione italiana), insieme a Marisa Mantovani. Partecipò inoltre, nel 1956, allo sceneggiato L'Alfiere, tratto dal romanzo di Carlo Alianello, e nel 1957 interpretò il ruolo di Mason in Jane Eyre, rivisitazione televisiva del romanzo di Charlotte Brontë.

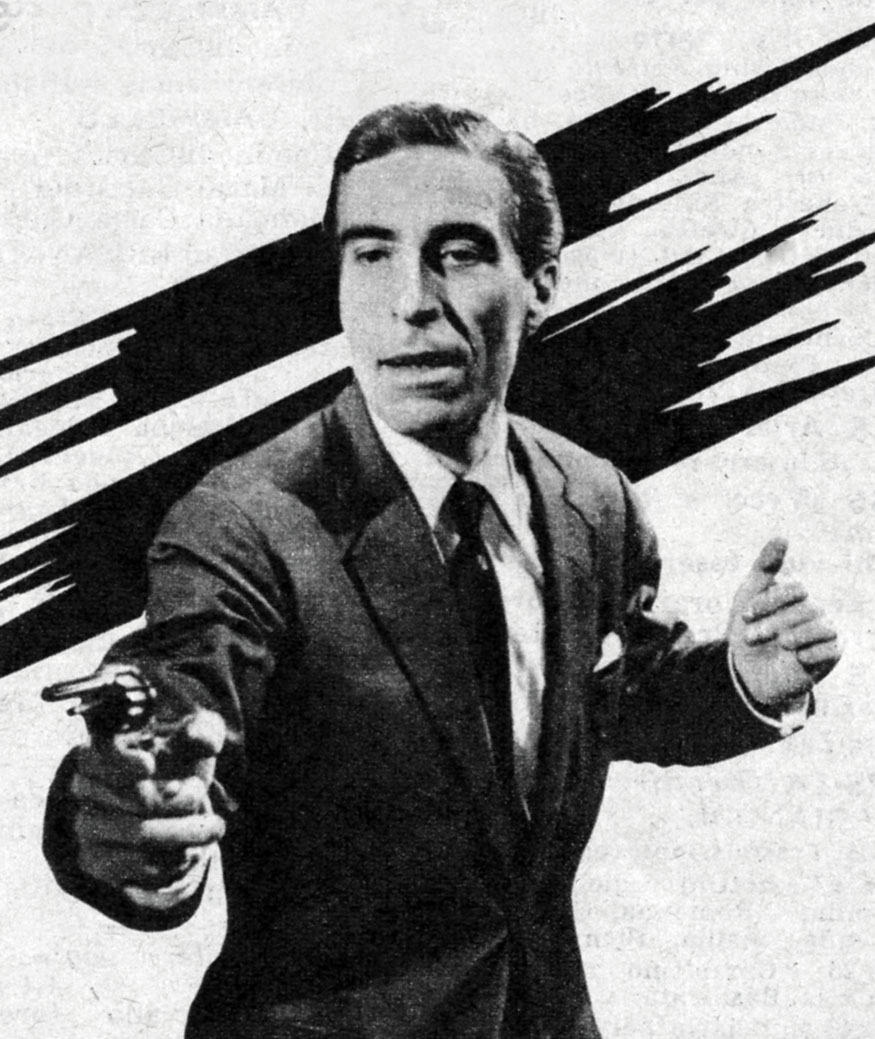
Avviso sul Radiocorriere per il tenente Sheridan, nel 1960

Nel 1959 conquistò il pubblico con le vicende del tenente Sheridan in Giallo club. Invito al poliziesco, di cui furono prodotte, fino al 1961, tre serie, tutte dirette da Stefano De Stefani e Guglielmo Morandi. A metà tra il quiz e lo sceneggiato "giallo" di ambientazione americana, il programma riusciva a tenere milioni di italiani incollati davanti al teleschermo. Avvolto in un impermeabile bianco, Ubaldo Lay perdeva la sua identità reale per acquistarne una televisiva.
Questa sua figura fu successivamente utilizzata in vari episodi della trasmissione pubblicitaria televisiva Carosello, nei quali, interpretando il suo "tenente Sheridan", nel brevissimo tempo a disposizione dello sketch, risolveva il "giallo all'americana" del tipo di cui al quiz Giallo club. Gli episodi pubblicizzavano: gli "orologi Revue" della Merveille, nella unica serie del 1961, ove aveva come spalla l'attore Carlo Hintermann; le "lame da barba super-inox delle Acciaierie di Bolzano" (tra il 1963 e il 1967; nella serie del 1965 ebbe anche come partner Laura Antonelli); infine l'aperitivo Biancosarti della Sili, al fianco di Shirley Corrigan, dal 1974 al 1976. 
Nel 1963 comparve nella trasposizione televisiva di Delitto e castigo e nel 1965 in David Copperfield. Continuò a vestire i panni del tenente Sheridan fino al 1972, quando, nell'ultima puntata della miniserie La donna di picche, fu colpito da una pallottola, fatto che, nella finzione scenica, voleva simboleggiare il concludersi della serie, che comprendeva nell'ordine: La donna di fiori (1965), La donna di quadri (1968), La donna di cuori (1969), La donna di picche (1972), dirette da Anton Giulio Majano e Leonardo Cortese. Il personaggio ricompare l'anno seguente nel film Provaci anche tu Lionel di Roberto Bianchi Montero, dove Sheridan aiuta il detective privato Lionel Lionelli (interpretato da Oreste Lionello) a risolvere un caso; appare anche nel film comico diretto da Ciccio Ingrassia L'esorciccio (1975), dove si produce in una parodia di sé stesso.
Nel 1969 viene pubblicato un 45 giri Un po' di fantasia in cui canta un brano melodico con un testo lievemente autobiografico (di Casacci-Ciambricco-Meccia-Zambrini. Lato B "Posso scrivere i versi più tristi") per la casa discografica CGD.
In radio fu conduttore per ben quattro volte della storica trasmissione d'intrattenimento del mattino "Voi ed Io" sul Programma Nazionale Radiorai tutti i giorni dal lunedì al sabato dalle 9,15 alle 11,30 nel maggio 1970, maggio 1972, luglio 1973, settembre 1974.
Dopo i successi televisivi, tornò sporadicamente alla radio, in Alessandro Magno (1973) e La luna nel pozzo di e con Michele Mirabella (1979). Riapparve in video, dopo dodici anni di assenza, come tenente ormai in pensione nella miniserie Indagine sui sentimenti (1984); e fu la sua ultima apparizione televisiva.
Fu attivo anche nel doppiaggio, soprattutto all'interno delle compagnie ODI e ARS.
È morto a Roma a causa di un'emorragia cerebrale.

## Vita privata
Nel 1944 sposò Olga Bogaro, nata a Mesagne in provincia di Brindisi, città salentina in cui l'attore visse a lungo e nel cui cimitero riposa.

## Filmografia parziale

### Cinema
- Montecassino, regia di Arturo Gemmiti (1946)
- Totò sceicco, regia di Mario Mattoli (1950)
- Il vedovo allegro, regia di Mario Mattoli (1950)
- Solo per te Lucia, regia di Franco Rossi (1952)
- I tre corsari, regia di Mario Soldati (1952)
- Jolanda la figlia del Corsaro Nero, regia di Mario Soldati (1952)
- L'ingiusta condanna, regia di Giuseppe Masini (1952)
- Un giorno in pretura, regia di Steno (1953)
- Totò all'inferno, regia di Camillo Mastrocinque (1954)
- Cheri-Bibi (Il forzato della Guiana) (Chéri-Bibi), regia di Marcello Pagliero (1954)
- Napoli è sempre Napoli, regia di Armando Fizzarotti (1954)
- Il canto dell'emigrante, regia di Andrea Forzano (1955)
- Terrore sulla città, regia di Anton Giulio Majano (1956)
- Giovanni dalle Bande Nere, regia di Sergio Grieco (1956)
- La scimitarra del Saraceno, regia di Piero Pierotti (1959)
- Chiamate 22-22 tenente Sheridan, regia di Giorgio Bianchi (1960)
- Gerarchi si muore, regia di Giorgio Simonelli (1961)
- Il figlio del circo, regia di Sergio Grieco (1963)
- Provaci anche tu Lionel, regia di Roberto Bianchi Montero (1974)
- L'esorciccio, regia di Ciccio Ingrassia (1975)

### Televisione
- Giallo club. Invito al poliziesco, regia di Stefano De Stefani e Guglielmo Morandi (1959-1961)
- Ritorna il tenente Sheridan, regia di Mario Landi (1963)
- La donna di fiori, regia di Anton Giulio Majano (1965)
- David Copperfield, regia di Anton Giulio Maiano (1965)
- Sheridan, squadra omicidi, regia di Leonardo Cortese (1967)
- Totò Ciak, regia di Daniele D'Anza (1967)
- La donna di quadri, regia di Leonardo Cortese (1968)
- La donna di cuori, regia di Leonardo Cortese (1969)
- La donna di picche, regia di Leonardo Cortese (1972)
- Indagine sui sentimenti, regia di Claudio Sestieri (1984)

## Prosa radiofonica Rai
- Il matrimonio di Sganarello di Molière, regia di Guglielmo Morandi, trasmessa il 20 novembre 1945.
- Tutto questo è finito di Jack Alldridge, trasmessa l'11 giugno 1946.
- Gli innamorati di Carlo Goldoni, regia di Pietro Masserano Taricco, trasmessa il 13 giugno 1946.
- Ludro e la sua gran giornata di C.A. Bon, regia di Guglielmo Morandi, trasmessa il 30 novembre 1946.
- Lezione di canto, commedia di Katherine Mansfield, regia di Anton Giulio Majano, trasmessa il  28 gennaio 1947.
- Ricordi di una telefonista, commedia di Alberto Trulli, regia di Pietro Masserano Taricco, trasmessa il 27 marzo 1947.
- Candida, commedia di George Bernard Shaw, regia di Anton Giulio Majano, trasmesso il 14 aprile 1947.
- Non ti conosco più, commedia di Aldo De Benedetti, regia di Pietro Masserano Taricco, trasmessa il 14 luglio 1947.
- Una visita, un atto di Nella Bonora, regia di Anton Giulio Majano, trasmessa il 25 luglio 1947.
- I parenti terribili di Jean Cocteau, regia di Guglielmo Morandi, trasmessa il 24 novembre 1947.
- Quintetto di Cesare Giulio Viola, regia di Guglielmo Morandi, trasmessa il 26 febbraio 1948.
- Una lontana parente, commedia di Eligio Possenti, regia di Anton Giulio Majano, trasmessa il 1 marzo 1948.
- Il nostro viaggio, commedia di Gherardo Gherardi, regia di Pietro Masserano Taricco, trasmessa il 11 marzo 1948.
- Amare, commedia di Paul Geraldy, regia di Guglielmo Morandi, trasmessa il 30 agosto 1948.
- Il pescatore d'ombre di Jean Sarment, regia di Pietro Masserano Taricco, trasmessa 13 settembre 1948.
- L'importanza di chiamarsi onesto di Oscar Wilde, regia di Pietro Masserano Taricco, trasmessa il 27 settembre 1948.
- Corpo 6, radiodramma di Gian Domenico Giagni, regia di Guglielmo Morandi (1949)
- Tre, Rosso, Dispari, commedia di Denys Amiel, regia di Guglielmo Morandi, trasmessa il  4 ottobre 1948.
- Un posto sulla collina, radiodramma di Gino Magazù, regia di Pietro Masserano Taricco, trasmessa il 12 novembre 1948.
- Francillon, commedia di Alessandro Dumas, regia di Pietro Masserano Taricco, trasmessa il 10 gennaio 1949.
- L'aquila a due teste di Jean Cocteau, regia di Anton Giulio Majano, trasmessa il 31 gennaio 1949.
- Il ritratto di Dorian Gray di Oscar Wilde, regia di Guglielmo Morandi, trasmessa il 21 febbraio 1949.
- Ventiquattro ore felici di Cesare Meano, regia di Pietro Masserano Taricco, trasmessa il 18 aprile 1949.
- L'invito di Gaspare Cataldo, regia di Anton Giulio Majano, trasmessa il 30 maggio 1949.
- Maria Adraina, radiodramma di Guido Guarda, regia di Pietro Masserano Taricco, trasmessa il 30 luglio 1949.
- L'asino di Buridano di De Flers e Caillavet, regia di Anton Giulio Majano, trasmessa il 1⁰ agosto 1949.
- Otello di William Shakespeare, regia di Anton Giulio Majano (1949)
- Questo piccolo mondo, commedia di Noël Coward, regia di Umberto Benedetto, trasmessa il 8 dicembre 1949.
- Il mio cuore è nel sud di Giuseppe Patroni Griffi, musica di Bruno Maderna, regia di Anton Giulio Majano (1950)
- Chatterton di Ruggero Leoncavallo, ispirato al dramma omonimo di Alfred de Vigny, regia di Guglielmo Morandi, trasmessa il 8 maggio 1950.
- Giovanna d'Arco di Charles Péguy, regia di Anton Giulio Majano, trasmessa il 15 maggio 1950.
- L'uomo della luce di Ezio D'Errico, regia di Guglielmo Morandi, trasmessa il 22 maggio 1950.
- La bugiarda meravigliosa di Gian Francesco Luzi, regia di Anton Giulio Majano, 25 maggio 1950, rete azzurra.
- L'Arlesiana di Alphonse Daudet, regia di Alberto Casella, trasmessa il 27 maggio 1950.
- Le furie di Alberto Casella, regia di Alberto Casella, trasmessa il 15 giugno 1950.
- La gelosa, commedia di André Bisson, regia di Guglielmo Morandi, trasmessa il 19 giugno 1950.
- L'indigente di Charles Vildrac, regia di Guglielmo Morandi (1950)
- Minnie la candida, commedia di Massimo Bontempelli, regia di Alberto Casella, trasmessa il 3 gennaio 1951.
- Un uomo da niente di Antonio Conti, regia di Alberto Casella, trasmessa il 11 marzo 1951.
- L'anno santo di Roma di Pedro Calderón de la Barca, regia di Alberto Casella, trasmessa il 24 maggio 1951.
- Storia d'estate, radiocommedia di Fletcher Markle, regia di Anton Giulio Majano, trasmessa il 24 agosto 1951.
- Giuda, radiodramma di Alberto Perrini, regia di Guglielmo Morandi, trasmessa il 10 novembre 1951.
- Il perfetto amore, commedia di Roberto Bracco, regia di Pietro Masserano Taricco, tramessa il 12 novembre 1951
- Chopin di Alberto Casella, regia di Alberto Casella, trasmessa il 28 dicembre 1951.
- Il sole non si ferma di Giuseppe Bevilacqua, regia di Anton Giulio Majano, trasmessa il 5 maggio 1952.
- La strana storia del dr. Jeckill e del signor Hyde di Robert Louis Stevenson, regia di Anton Giulio Majano, trasmessa il 28 luglio 1952.
- Il vino dell'assassino di Raffaele Brignetti, regia di Marco Visconti, trasmessa il 16 aprile 1953.
- I nostri sogni, commedia di Ugo Betti, regia di Guglielmo Morandi, trasmessa il 8 dicembre 1954.
- La calzolaia ammirevole di Federico García Lorca, regia di Guglielmo Morandi, trasmessa il 7 aprile 1957.
- Daniele tra i leoni di Guido Cantini, regia di Anton Giulio Majano, trasmessa il 28 aprile 1958.

## Programmi radio
- Spettacolo del mattino, varietà radiofonico, con Ubaldo Lay e Andreina Paul (giugno - settembre 1956)
- Voi ed Io, programma d'intrattenimento radiofonico del mattino sul Programma Nazionale Radiorai tutti i giorni dal lunedì al sabato dalle 9,15 alle 11,30 nel maggio 1970, maggio 1972, luglio 1973, settembre 1974 (in questa edizione dalle 9 alle 11).
- Secondo me, programma quotidiano della Rai, regia di Riccardo Mantoni (1976)
- La luna nel pozzo programma d'intrattenimento con Michele Mirabella su Radiodue Radiorai dal lunedì al venerdì dalle 10,12 alle 11,30 (edizione 1979) poi dalle 9,32 alle 11,30 (edizioni 1980/1981) da luglio a settembre dal 1979 al 1981.

## Prosa televisiva Rai
- Così è se vi pare di Luigi Pirandello, regia di Mario Landi, trasmessa il 15 gennaio 1954.
- Daniele fra i leoni, regia di Anton Giulio Majano, trasmessa il 14 ottobre 1955.
- La finestra illuminata di Alessandro Varaldo, regia di Luigi Di Gianni, trasmessa il 18 marzo 1958.
- I fiordalisi d'oro di Giovacchino Forzano, regia di Guglielmo Morandi, trasmessa il 22 agosto 1958.
- Romeo Bar di Guglielmo Giannini, regia di Anton Giulio Majano, trasmessa il 5 settembre 1958.
- La luna dei Caraibi di Eugene O'Neill, regia di Mario Landi, trasmessa il 18 febbraio 1962.

## Doppiaggio
- Otto Kruger in Sabotatori
- Adolfo Celi in Proibito rubare
- Ralph Truman in Quo vadis
- Serge Reggiani in Lo spione
- Lee Tracy in Pranzo alle otto (ridoppiaggio 1951)